# 埃尔温·皮斯卡托

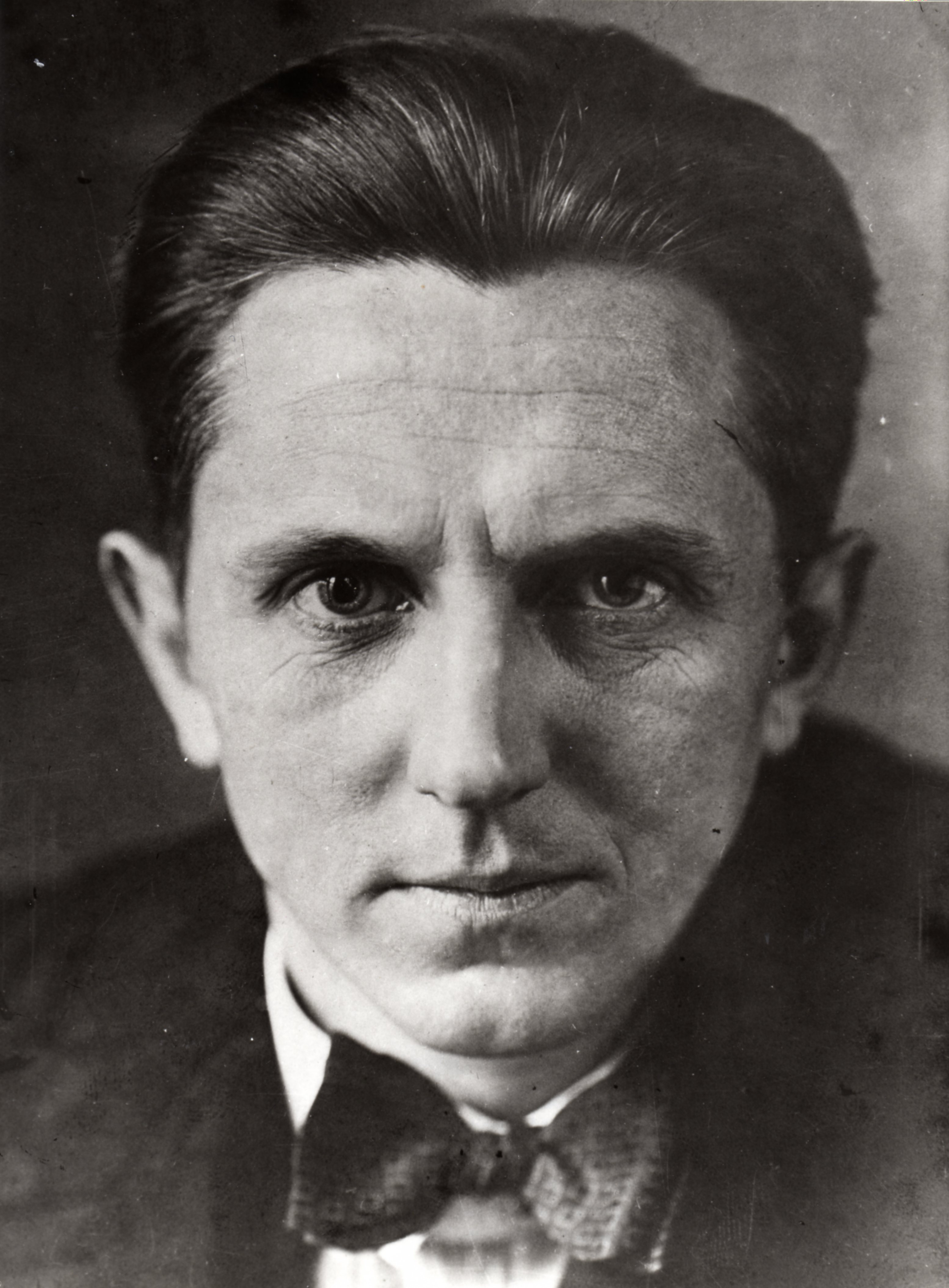
埃尔温·皮斯卡托

埃尔温·弗里德里希·马克西米利安·皮斯卡托（Erwin Friedrich Maximilian Piscator，1893年12月17日—1966年3月30日）是一位德国劇場導演、制作人。他和贝托尔特·布莱希特是史诗剧的最主要倡导者。
1914年秋，皮斯卡托开始在慕尼黑國家劇院出演一些没有报酬的小角色。 
第一次世界大战期间，皮斯卡托被征召，並成為德意志帝國陸軍乡土突击队一員，主要在西方戰線作戰。他對這段軍旅生涯非常厭惡，而且從此反對军国主义和战争。德国十一月革命期間，皮斯卡托参加革命，并在哈瑟尔特举行的第一次革命士兵委员会（苏维埃）会议上发表了演讲。 
皮斯卡托後來返回柏林并加入了新成立的德国共产党。 
1931年，第皮斯卡托前往莫斯科，与演员阿列克谢·季基一起为国际工人救济会下属的苏联电影公司高尔基电影制片厂拍摄电影《渔民起义》 。 1933年希特勒上台後，皮斯卡托決定繼續留在苏联。 
1936年7月，皮斯卡托离开苏联前往法国。 1937年，他在巴黎与舞蹈家玛丽亚·莱伊结婚。贝托尔特·布莱希特是伴郎之一。
1939年，皮斯卡托和莱伊前往美国 ，並在纽约定居。 
第二次世界大战結束后，由于受麦卡锡主义影響，皮斯卡托于1951年返回西德。  1962年，皮斯卡托出任西柏林自由人民剧院的经理兼总监。